# Frankie and Johnny (album)
Frankie and Johnny er et album fra april 1966 med Elvis Presley, udgivet af RCA med nummeret RCA LSP-LPM 3553. (LSP og LPM er RCA's betegnelse for hhv. stereo- eller monoplade, efterfulgt af et løbenummer, som her 3553).
Albummet, i form af en LP, kom på gaden samtidig med Presley-filmen Frankie And Johnny.

## Personerne bag albummet
Folkene bag LP'en er:
- Fred Karger, producer
- Elvis Presley, sang
- Scotty Moore, guitar
- Tiny Timbrell, guitar
- Charlie McCoy, guitar + mundharpe
- Bob Moore, bas
- D.J. Fontana, trommer
- Murrey "Buddy" Harman, trommer
- Larry Muhoberac, klaver
- George Worth, trompet
- Richard Noel, trombone
- Gus Bivona, saxofon
- John Johnson, tuba
- The Jordanaires, kor
- Ray Walker, kor
- Eilee Wilson, kor
- Donna Douglas, sang
- Harry Morgan, sang

## Sangene
Albummets 12 sange blev alle indspillet i perioden 12. – 14. maj 1965 hos Radio Recorders i Hollywood. Alle sangene var sunget af Elvis Presley, der dog på et par af sangene blev ledsaget af medskuespillere fra filmen. 
LP'en indeholdt flg. numre:

### Side 1
- "Frankie And Johnny" (Ben Weisman, Fred Karger, Jimmie Rodgers, Sid Wayne)

indspillet 14. maj 1965
- "Come Along" (David Hess)

indspillet 12. maj 1965
- "Petunia The Gardener's Daughter" (Roy C. Bennett, Sid Tepper)

indspillet 14. maj 1965
- "Chesay" (Ben Weisman, Fred Karger, Sid Wayne)

indspillet 14. maj 1965
- "What Every Woman Lives For" (Doc Pomus, Mort Shuman)

indspillet 13. maj 1965
- "Look Out Broadway" (Fred Wise, Randy Starr)

indspillet 14. maj 1965

### Side 2
- "Beginner's Luck" (Roy C. Bennett, Sid Tepper)

indspillet 12. maj 1965
- "Down By The Riverside"/"When The Saints Go Marchin' In" (Bernie Baum, Bill Giant, Florence Kaye)

indspillet 12. maj 1965
- "Shout It Out" (Bernie Baum, Bill Giant, Florence Kaye)

indspillet 13. maj 1965
- "Hard Luck" (Ben Weisman, Sid Wayne)

indspillet 13. maj 1965
- "Please Don't Stop Loving Me" (Joy Byers)

indspillet 13. maj 1965
- "Everybody Come Aboard" (Bernie Baum, Bill Giant, Florence Kaye)

indspillet 14. maj 1965
"Please Don't Stop Loving Me" er baseret på vindersangen fra Det Europæiske Melodi Grand Prix 1964, "Non Ho L'Eta (Per Amarti)" med italienske Gigliola Cinquetti.
På "Petunia The Gardener's Daughter" synger Elvis duet med Donna Douglas, som spillede rollen som Frankie. På "Look Out Broadway" synger Elvis sammen med skuespillerne Donna Douglas og Harry Morgan.

## Andet
Harry Morgan er kendt for sin rolle som Oberst Sherman T. Potter i TV-serien M*A*S*H.